# Krapina (jaskinia)

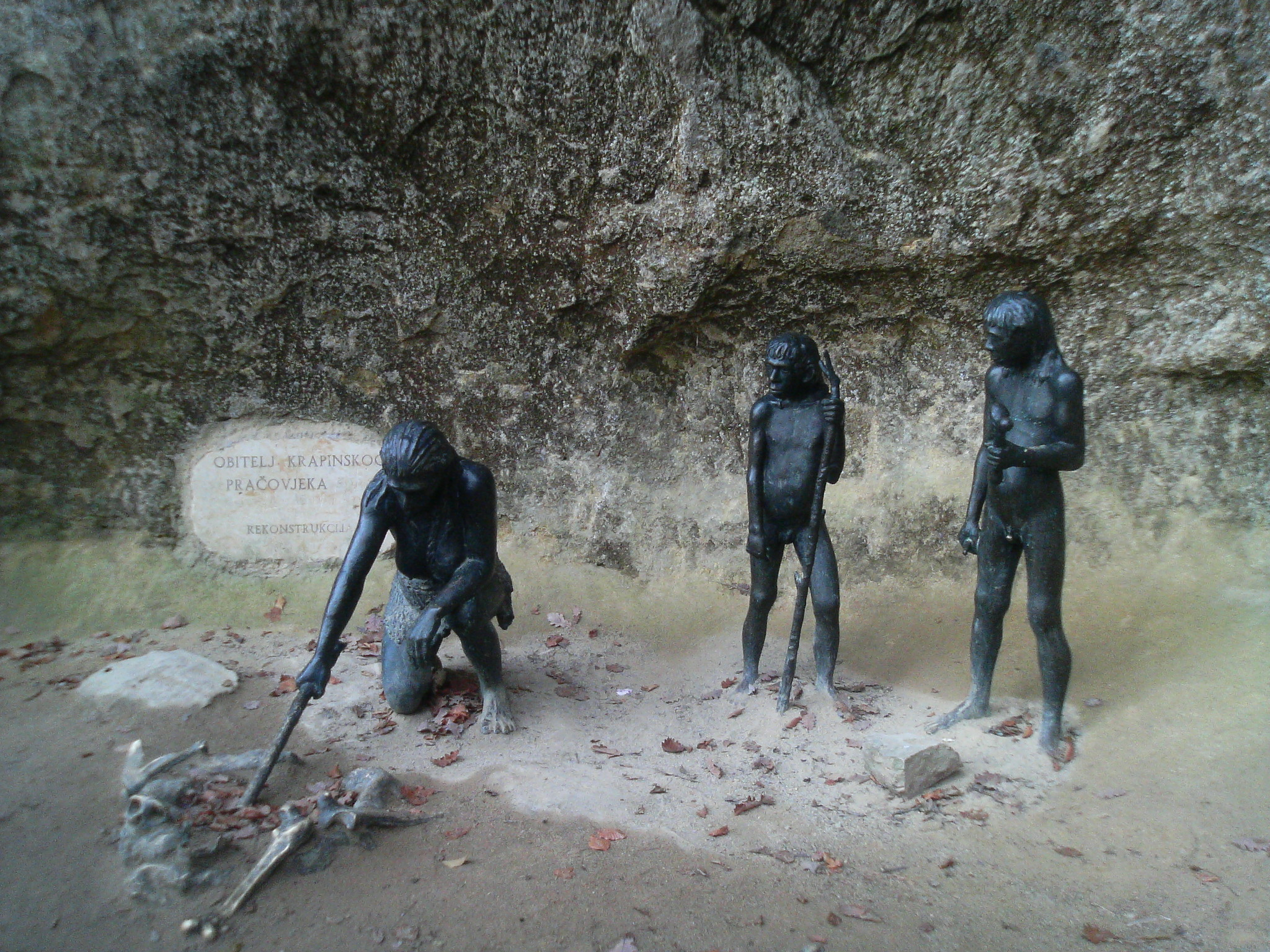
Fragment ekspozycji muzealnej w Krapinie, przedstawiający obozowisko neandertalczyków

Krapina – zbudowana z piaskowca jaskinia znajdująca się na wzgórzu Hušnjak koło miasta Krapina w północnej Chorwacji. Stanowisko archeologiczne okresu środkowego paleolitu. Wewnątrz jaskini wyodrębniono 9 warstw stratygraficznych, pochodzących z okresu interglacjału eemskiego i wczesnej fazy zlodowacenia Würm. Datowane są one metodą rezonansu spinowego oraz uranową na ok. 130 tysięcy lat.
Pierwsze prace archeologiczne na stanowisku przeprowadził w latach 1899-1905 Dragutin Gorjanović-Kramberger. Wśród znalezisk znajdują się szczątki fauny będącej obiektem polowań (m.in. jeleń szlachetny, sarna, daniel, łoś, dzik, słoń Palaeoloxodon antiquus, a także niedźwiedź jaskiniowy), narzędzia kamienne reprezentujące kulturę mustierską oraz szczątki neandertalczyków należące do około 70 różnych osobników. Część z nich nosi ślady łupania, nacinania i nadpalania, co bywa interpretowane jako ślady praktyk kanibalistycznych. Niektórzy badacze nie zgadzają się jednak z taką interpretacją, sugerując iż są to raczej ślady drapieżników i uszkodzeń mechanicznych, bądź efekt praktyk pogrzebowych.